# Карабула (станция)
Карабула — железнодорожная станция однопутной тепловозной линии Решоты — Карабула. Является конечной станцией данной линии. Находится в посёлке Таёжный Богучанского района Красноярского края России.

## Пассажирское сообщение
Со станции отправляется единственный пассажирский поезд до Красноярска, курсирующий ежедневно.
Пригородное сообщение отсутствует.
По состоянию на декабрь 2017 года через станцию проходят следующие поезда дальнего следования:

### Круглогодичное движение поездов
| № поезда | Маршрут движения      | № поезда | Маршрут движения      |
| -------- | --------------------- | -------- | --------------------- |
| 605      | Карабула — Красноярск | 606      | Красноярск — Карабула |